# Demolition (wrestling)
Demolition var et professionelt wrestling-taghold, der var mest fremtrædende i slutningen af 1980'erne og begyndelsen af 1990'erne i World Wrestling Federation (WWF) bestående af Ax (Bill Eadie), Smash (Barry Darsow) og senere Crush (Brian Adams) . I WWF var Demolition tre gange WWF World Tag Team Champions og har rekorden som de længste regerende mestere.  